# La Carlota
La Carlota és un municipi de la província de Còrdova a la comunitat autònoma d'Andalusia, a la comarca de Valle Medio del Guadalquivir.

## Demografia
| 1996   | 1998   | 1999   | 2000   | 2001   | 2002   | 2003   | 2004   | 2005   | 2006   |
| ------ | ------ | ------ | ------ | ------ | ------ | ------ | ------ | ------ | ------ |
| 10.023 | 10.295 | 10.336 | 10.471 | 10.518 | 10.736 | 10.944 | 11.203 | 11.488 | 11.906 |

## Història
La Carlota fundada en 1767 a causa de l'interès del rei Carles III per colonitzar algunes zones despoblades de la vall del Guadalquivir i Sierra Morena (vegeu Colonització de Sierra Morena i Andalusia). El marc legal per a portar a terme aquesta empresa colonitzadora ho va constituir el Fur de les Noves Poblacions d'Andalusia, que va establir tres grans zones de colonització les capçaleres de la qual serien La Carolina, La Carlota i La Luisiana.
L'objectiu d'aquesta colonització va ser doble: d'una banda protegir el trànsit de diligències poblant aquestes zones (despoblades després de la neteja ètnica que va seguir la invasió castellana de l'Àndalus) que servien de refugi al bandolerisme, i per altra posar en explotació grans zones improductives fins llavors. El projecte va ser impulsat per dos grans il·lustrats: Pedro Rodríguez de Campomanes i Pablo de Olavide, qui va ser comissionat per a portar a terme la colonització. El reclutament de colons que habitarien aquestes terres li va ser encarregat a l'aventurer Juan Gaspar de Thurriegel, que va portar a Espanya prop de sis mil colons catòlics alemanys i flamencs, a més d'alguns catalans i valencians. Aquest és el motiu que encara subsisteixin cognoms i trets ètnics centreeuropeus entre els seus habitants. D'aquells 6.000 colons es van establir a la Carlota aproximadament 1.600. A la influència francesa i de la Il·lustració es deu el qual administrativament el municipi es dividís en "departaments", i no en llogarets, i que la Real Carlota anés no solament la capçalera del seu actual municipi, sinó també cabdal de les colònies occidentals, que comprenien San Sebastián de los Ballesteros, Fuente Palmera i La Luisiana. Pel mateix motiu l'urbanisme de La Carlota és ortogonal, amb carrers que es creuen perpendicularment i donen lloc a illes regulars, que s'estenen a banda i banda del Camí ral (després carretera nacional IV) que duia des de Cadis a Madrid. Entre els seus vilatjans il·lustres es troba l'escriptor Juan Bernier.